# Edifício Columbus
O Edifício Columbus foi um antigo edifício residencial de doze andares, localizado na Avenida Brigadeiro Luís Antônio, na Bela Vista, em São Paulo, construído em 1932 e demolido em 1971. Foi o primeiro prédio residencial de luxo da cidade, projetado pelo arquiteto Rino Levi.
O edifício foi projetado em 1928, mas só seria entregue quatro anos depois. Em um livro sobre sua arquitetura, Levi escreveu que o objetivo era "abrigar numerosas famílias e (…) oferecer-lhes o maior conforto possível". O jornal O Estado de S. Paulo escreveu em 2010 que "os apartamentos do Columbus marcaram o jeito de morar na cidade que iniciava fase de forte crescimento". Para a revista Veja, o prédio foi "revolucionário".
O projeto era baseado no expressionismo alemão e era marcado por linhas retas e curvas, luzes e sombras, com granito preto e mármores. Também possuía esquadrias metálicas e aquecimento central. A revista francesa Architecture d'Aujourd'hui publicou um artigo elogioso sobre o edifício em 1939.
Ainda desacostumados a morar em prédios, os primeiros moradores instalaram pesadas cortinas nas sacadas, temendo uma suposta invasão de privacidade.
Considerado um anacronismo no início dos anos 1970, foi desapropriado em 1969, pelo prefeito Paulo Maluf, e demolido em 1970, andar por andar, para dar lugar a uma garagem. Um ano depois, a Prefeitura questionava o plano de construção da garagem, que passou a considerar mal localizada.